# سیندو وی
سیندو ونکاتانارایانان استندآپ کمدین و بازیگر هندی است که با نام هنری اش سیندو وی در بریتانیا زندگی و اجرا می‌کند. او در نقش خانم فلپس در اقتباس نتفلیکس از موزیکال ماتیلدا در سال ۲۰۲۲ بازی کرد.

## اوایل زندگی
او در پایتخت هند، دهلی نو از پدری کارمند و مادری معلم به دنیا آمد.
او در شهرهای دهلی، لکهنؤ و کشور فیلیپین زندگی کرده‌است. او در دانشگاه دهلی ،دانشگاه آکسفورد ،دانشگاه شیکاگو و دانشگاه مک گیل تحصیل کرده‌است و در بانکداری پایتخت انگلستان، لندن به عنوان یک «تاجر اوراق قرضه بلند پرواز» در کار کرد.
وی هم‌اکنون همراه همسر سرمایه‌دار دانمارکی خود و سه فرزندشان در لندن زندگی می‌کند.

## حرفه
او اجرای استندآپ کمدی را از سال ۲۰۱۲ آغاز کرد و در کشورهای بریتانیا، هند و آمریکا روی صحنه رفته‌است. او در هر سال بین سال‌های ۲۰۱۳ تا ۲۰۱۷ در جشنواره ادینبرو فرینج حضور پیدا کرد. او در سال ۲۰۱۶ نامزد جایزه کمدی جدید بی‌بی‌سی شد و در سال ۲۰۱۷ در مسابقه کمدین سال لستر مرکوری نفر دوم شد و در سال ۲۰۱۷ در نمایش برنامه‌های جدید سال مشترکاً نفر سوم شد.

## سینما و تلویزیون
وی در برنامه‌هایی از جمله آیا من به شما دروغ می‌گویم؟ در تلویزیون حضور داشته‌است از سال ۲۰۱۸، او مجری پادکست کمدی هفته رادیو بی‌بی‌سی ۴ است و همچنین در گیومه باز… گیومه بسته و حقیقت باور نکردنی حضور داشته‌است.
- آموزش جنسی ۲۰۲۰ سریال نتفلیکس[۱۱] فصل ۲: مادر اولیویا
- ۲۰۲۰ حس خوب داشته باش به عنوان کارن داشته باشید
- سریال ستاره‌دار بی‌بی‌سی رز ماتافئو 2021.[۱۲]
- ۲۰۲۲ موزیکال ماتیلدا در نقش خانم فلپس[۱۳]
- ۲۰۲۳ عشق چه ربطی به آن دارد؟ به عنوان دکتر باروری